# Eidselvi
Der Eidselvi ist ein Fluss in der Gemeinde Luster in der norwegischen Provinz Vestland.

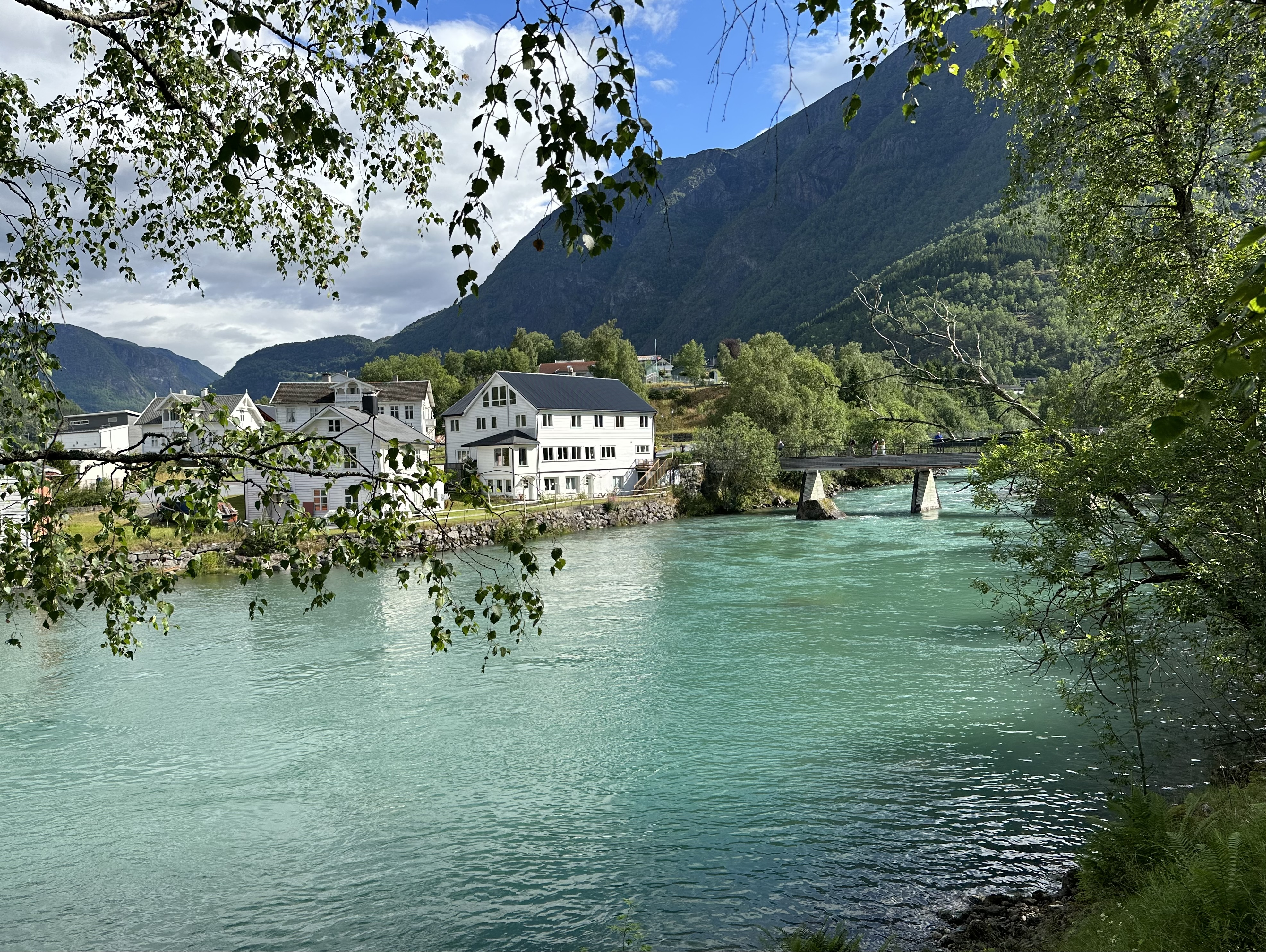
Blick vom linken Ufer auf Holzhäuser in Skjolden

Er entspringt als Abfluss des Sees Eidsvatnet an dessen westlichem Ende in einer Höhe von etwa zwei Metern. Von dort aus verläuft er dann in westlicher bzw. südwestlicher Richtung, bis er nach lediglich 500 Metern südlich des Ortszentrums von Skjolden in den Lustrafjord mündet. Im kurzen Verlauf des Flusses wird er von zwei Brücken überbrückt. Zunächst quert nach etwa 350 Metern eine Straßenbrücke, über die der Riksvei 55, der Sognefjellsveien, geführt wird. In einem Abstand von etwa 90 Metern folgt stromab eine Fußgängerbrücke, über die der südliche Teil Skjoldens mit dem Ortszentrum verbunden wird.
In den Eidselvi münden rechtsseitig zwei kleine unbenannte Wasserläufe.